# Germán Aceros
Germán Aceros (ur. 30 września 1938 w Bucaramandze, zm. 29 października 2018) – kolumbijski piłkarz, napastnik.
Uczestniczył w mistrzostwach świata 1962, gdzie zagrał we wszystkich trzech meczach grupowych swojej drużyny.